# Milo Goes to College
Milo Goes to Collège est le premier album du groupe de punk rock californien Descendents. Il a été enregistré et est sorti le 4 septembre 1982 chez New Alliance Records.
Son titre fait référence à la décision du chanteur Milo Aukerman de quitter le groupe pour aller à l'université, et sa pochette présente une caricature de lui qui deviendra plus tard la mascotte du groupe.
Le mélange de punk hardcore rapide et agressif avec des mélodies et des chansons d'amour semi-ironiques lui a valu d'être considéré comme l'un des albums les plus importants du mouvement hardcore du sud de la Californie du début des années 1980. Au cours des décennies qui ont suivi sa sortie, il a reçu des critiques très positives et est désormais considéré comme l'un des albums punk les plus remarquables et les plus importants par plusieurs publications. Milo Goes to College a été cité comme influent et favori par plusieurs artistes et musiciens notables. Il est considéré par beaucoup comme un disque fondateur du genre pop-punk.

## Ecriture
Le Fat EP des Descendents en 1981 avait établi la présence du groupe dans le mouvement punk hardcore du sud de la Californie avec ses chansons courtes, rapides et agressives,. Bien que courtes et rapides, les chansons que le groupe a écrites pour son premier album complet étaient également mélodiques, décrites par le chanteur Milo Aukerman comme du hardcore mélodique. « Je pense qu'avec ces chansons, nous sommes allés au-delà du genre rapide-rapide-rapide-rapide », se rappelle-t-il plus tard. « Il y a des chansons similaires qui parlent de café, mais je sais que mélodiquement, il y avait en fait une tentative de chanter et de faire de la musique plus pop . Évidemment, nous avons tous vraiment aimé ça, ayant grandi avec les Beatles et tout ça. » Le batteur Bill Stevenson a déclaré que « Au moment où nous avons enregistré Milo Goes to College, le pendule a oscillé quelque part peut-être au milieu. Il y a beaucoup d'éléments mélodiques et pop, mais il y a aussi ce [sens de] ressentiment amer. »
Les quatre membres du groupe ont contribué à l'écriture des chansons de l'album. Stevenson avait écrit le morceau principal, « Myage », plusieurs années plus tôt en utilisant une guitare basse qu'il avait trouvée jetée dans une poubelle. Sa chanson « Bikeage » parle d'un « groupe de filles qui étaient en train de devenir des salopes », tandis que « Jean Is Dead » parle d'une « fille qui n'était pas stable, mais je ne le savais pas vraiment ». La pêche était un passe-temps favori de Stevenson ; « Catalina » décrit un voyage de pêche sur l'île de Santa Catalina, en Californie. La chanson du guitariste Frank Navetta « I'm Not a Loser » exprimait le ressentiment et l'envie envers ceux qu'il considérait comme plus attirants et plus prospères, tandis que « Parents » découlait de sa propre discorde familiale, avec des paroles telles que « Ils ne savent même pas que je suis un garçon / Ils me traitent comme un jouet / Mais ils ne savent pas / Qu'un jour j'exploserai ».
Le bassiste Tony Lombardo, de 20 ans l'aîné de ses camarades de groupe, a écrit des chansons exprimant son désir de stabilité et d'individualité. "I'm Not a Punk" reflète son désintérêt à faire partie de l'aspect anarchique et destructeur de la scène punk : "Tout ça m'a rebuté. Je voulais juste jouer de la musique et le faire du mieux que je pouvais et je me suis beaucoup amusé à le faire [...] C'est comme "Je ne suis pas un punk". Je veux être ma propre personne." "Suburban Home" était assez littéral, exprimant son désir d'"une maison comme celle de papa et maman" : "Je voulais définitivement une maison. Je ne pouvais pas vivre dans un endroit où tous les gens sont cool. Je n'aime pas le dysfonctionnement. J'ai horreur du dysfonctionnement parce que ma mère était alcoolique, mes parents sont divorcés, je n'ai juste pas besoin de cette agression sur mes émotions et ma psyché.",

## Enregistrement, titre et pochette
Milo Goes to College a été enregistré en juin 1982 au Total Access Recording à Redondo Beach, en Californie, avec Glen "Spot" Lockett, qui avait également conçu et produit le Fat EP. Le titre et l'illustration de la couverture font référence au départ d'Aukerman du groupe pour aller à l'université ; il s'est inscrit au El Camino College pendant un an, puis a fréquenté l' Université de Californie à San Diego de 1983 à 1985, où il a étudié la biologie,. Selon Stevenson, « il n'a jamais été question que Milo ne soit pas un scientifique et qu'il reste dans le groupe. Il a toujours été très clair sur le fait qu'il devait avant tout s'intéresser à la science. » Une note au dos de la pochette du LP indiquait « En dédicace à Milo Aukerman des Descendents », et était signée par les trois autres membres,.
L'illustration de la couverture a été réalisée par Jeff « Rat » Atkinson, d'après des caricatures antérieures dessinées par Roger Deuerlein, camarade de classe d'Aukerman au lycée Mira Costa, représentant Aukerman comme le nerd de la classe,. Atkinson a dessiné plusieurs versions du personnage portant différentes chemises, et Stevenson a sélectionné la version avec la cravate pour son look universitaire. Le personnage de Milo est devenu la mascotte du groupe et a ensuite été réinterprété par d'autres artistes pour les reprises de I Don't Want to Grow Up (1985), Everything Sucks (1996), " I'm the One " (1997), " When I Get Old " (1997), 'Merican (2004), Cool to Be You (2004), Hypercaffium Spazzinate (2016) et SpazzHazard (2016).

## Morceaux
1. Myage  – 1:59
2. I Wanna Be a Bear – 0:42
3. I'm Not a Loser  – 1:28
4. Parents  – 1:38
5. Tonyage – 0:56
6. M 16 – 0:43
7. I'm Not a Punk  – 1:04
8. Catalina  – 1:46
9. Suburban Home  – 1:40
10. Statue of Liberty  – 1:59
11. Kabuki Girl  – 1:10
12. Marriage  – 1:39
13. Hope  – 2:00
14. Bikeage  – 2:14
15. Jean Is Dead  – 1:33